# Philadelphia Daily News
De Philadelphia Daily News is een Amerikaans dagblad, opgericht in 1925. De krant richtte zich op lokaal nieuws uit Philadelphia, met nadruk op politiek, misdaad, sport en andere gebeurtenissen in de regio. In de jaren 1980 en 1990 beleefde de krant een bloeiperiode, maar kreeg daarna te maken met financiële problemen door de dalende oplages en de opkomst van digitale media.
In 2014 fuseerde de Philadelphia Daily News met de Philadelphia Inquirer, en werd het onderdeel van dezelfde eigendomsgroep. Sindsdien heeft de krant de fysieke oplage verminderd en richt zij zich meer op digitale berichtgeving. De krant heeft door de jaren heen verschillende eigenaars gehad, en in 2018 werd deze verkocht aan de filantroop Gerry Lenfest, die ook eigenaar werd van de Inquirer.
De Daily News heeft een rijke geschiedenis van lokale verslaggeving, maar heeft de afgelopen decennia te maken gehad met de uitdagingen van de veranderende nieuwsindustrie.